# Années 40
Les années 40 couvrent les années 40 à 49. 
- Pour les années 1940 à 1949, voir Années 1940.

## Événements
- 39, 41 et 44 : guerres défensives menées par la Chine des Han contre les Xiongnu ; les Xiongnu méridionaux se soumettent au tribut en 48[1].
- 40-43 : rébellion des sœurs Trung en Annam[2].
- 40-41 : Caligula transforme le principat en autocratie sur le modèle hellénistique. Il distribue les honneurs avec prodigalité, se prend pour un dieu et ordonne que l’on remplace toutes les têtes des statues grecques par la sienne ; il est mis a mort en janvier 41 par les officiers de la garde prétorienne et des affranchis[3].

- 41-54 : principat de Claude[3]

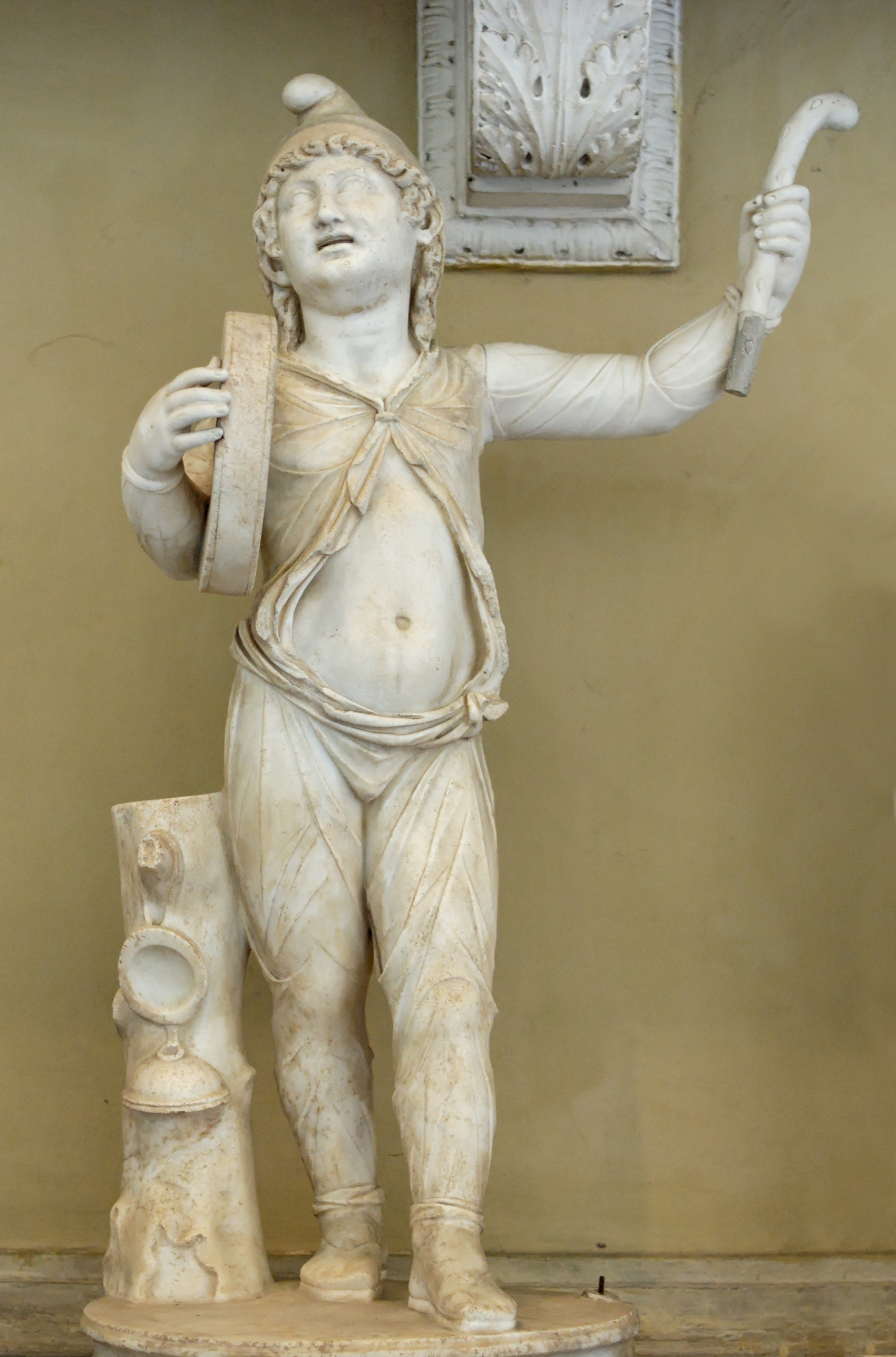
Attis exécutant une danse du culte de Cybèle. Marbre, œuvre romaine d'époque impériale.

  - introduction du culte d'Attis et de la fête des Hilaria à Rome[4].
  - Claude rétablit la liberté de culte des Juifs dans tout l’empire mais interdit aux Juifs de Rome tout prosélytisme[5].

- 42 : conquête de la Maurétanie divisée en deux provinces romaines, la Maurétanie Césarienne et la Maurétanie Tingitane[6].
- 43 : conquête de la Lycie par Rome[7].
- 43-51 : première guerre de Bretagne. Résistance de Caratacos[8].
- Vers 44 : les disciples de Jésus de Nazareth commencent à former des communautés dans la Diaspora, spécialement à Damas, sur la côte méditerranéenne et à Antioche. Pour la première fois ils sont appelés « chrétiens » (du grec Christos, Oint, Messie) et admettent des païens parmi eux, ce qui provoque l’opposition des pharisiens. Sous leur pression, Hérode Agrippa Ier fait arrêter Pierre et Jacques frère de Jean, qui est exécuté[9].

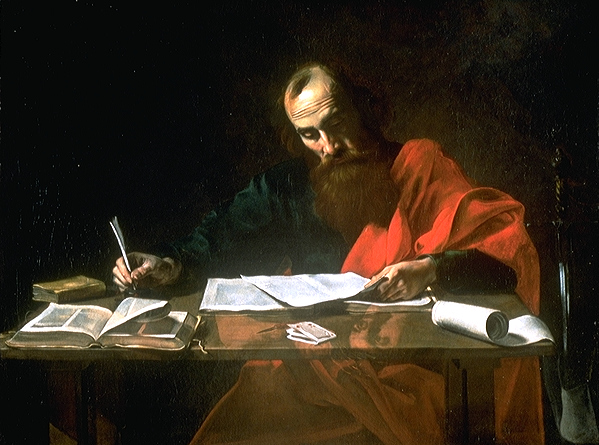
Saint Paul, toile du XVIe siècle

- 45-49 : premier voyage missionnaire de Paul de Tarse en compagnie de Barnabé et de Marc à Chypre et en Asie Mineure[10]. Il prêche dans les synagogues des villes, où il obtient la conversion de non-Juifs qui craignent Dieu sans être encore prêts à suivre la Loi. Dans l'Épître aux Galates (v. 49), il souhaite la séparation du christianisme et du judaïsme.
- Vers 48 : selon la tradition, arrivée aux Saintes-Maries-de-la-Mer de la barque portant les trois Marie et d’autres chrétiens qui vont évangéliser la Provence[11].
- Vers 48-49 : date probable du Concile de Jérusalem, présidé par Jacques le Juste, qui sanctionne l'ouverture de la communauté des chrétiens aux non-juifs[12]. Paul et Barnabé parviennent à convaincre les chrétiens de Jérusalem d’abandonner la pratique de la circoncision. L’Église se détache du judaïsme. Très vite, les lois alimentaires seront abolies, ainsi que le shabbat, le respect des célébrations religieuses, les lois concernant la purification.
- 49 : selon la tradition copte, la première communauté chrétienne d'Afrique est fondée par Marc, un disciple de Pierre, à Alexandrie entre 40 et 49[13]. Marc commence l'écriture de son évangile (date supposée).

- La fête juive Pessa'h est reprise par les premiers chrétiens et devient la fête de Pâques[14].
- Le roi parthe Gondopharès Ier, de Taxila, aurait accueilli puis martyrisé l'apôtre Thomas[15].
- Les Actes des Apôtres (8:26-39) relatent la conversion du trésorier de la reine Candace (elle aurait régné de 42 à 52), lors d'un pèlerinage à Jérusalem. Il aurait été baptisé par l'apôtre Philippe à Gaza, baptême qui marque les débuts de l'Église éthiopienne[16].

## Personnalités significatives
- Les Saintes Maries.
- Claude (empereur romain)
- Jacques de Zébédée
- Messaline
- Paul de Tarse